# John Evan
John Evan narozen jako John Spencer Evans (* 28. března 1948 v Blackpoolu, Lancashire) je britský hráč na klávesové nástroje. Působil ve skupině Jethro Tull (od dubna do prosince 1970 a pak od ledna do června 1980).
Jméno si změnil, když se jeho první skupina, The Blades, přejmenovala na The John Evan Band.

Jeffrey Hammond k tomu řekl: "The John Evan Band" zní lépe než "The John Evans Band."
Evan opustil Jethro Tull v roce 1980, když společně s druhým odcházejícím členem J. Tull, Davidem Palmerem (dnes po změně pohlaví Dee Palmer), založili skupinu Tallis.
Vystupoval na následujících albech Jethro Tull:
- Benefit
- Aqualung
- Thick as a Brick
- Living in the Past
- A Passion Play
- War Child
- Minstrel in the Gallery
- Too Old to Rock 'n' Roll: Too Young to Die!
- Songs from the Wood
- Heavy Horses
- Bursting Out
- Stormwatch